# Wizards of Waverly Place (seizoen 4)
Het vierde seizoen van Wizards of Waverly Place maakte zijn debuut op de Disney Channel op 12 november 2010. Dit is het tweede seizoen van de serie in HD. Het is ook het laatste seizoen van de serie.
De productie start eind augustus 2010 en werd 18 mei 2011 afgewerkt.

## Opening
Seizoen 4 heeft een vernieuwde opening met clips van seizoen 3 en 4. De opening is in de Magische Laag. Er verschijnen beelden van Alex Russo (Selena Gomez) en Justin Russo (David Henrie) in een kristallen bol van de aflevering Alex Tells the World. Daarna opent het spreukenboek en er verschijnen beelden van Max (Jake T. Austin) en Harper Finkle (Jennifer Stone). Daarna zijn er beelden van Theresa (Maria Canals Barrera) en Jerry (David DeLuise) in een ketel. Nadat de beelden voorbij zijn, transporteert Alex hen naar Times Square, waar Alex met haar staf zwaait om het logo van WOWP te laten zien, met de naam van de maker. Het liedje op de achtergrond, Everything Is Not What It Seems, is ook geremixt en gezongen door Selena Gomez & the Scene.

## Verhaal
Alex (Selena Gomez) stopt met het tovenaars toernooi omdat zij en Justin (David Henrie) weer op niveau 1 zitten nadat ze toverkunst hadden "blootgesteld" aan de wereld, in "Alex Tells the World", en Max wordt dan de meest verwachtte kandidaat om de tovenaar van de familie te worden. Vanaf de aflevering "Alex Gives Up," zijn Alex en Mason uit elkaar en blijven goede vrienden. Maar de plot veranderd in "Journey to the Center of Mason", waar Alex Mason belooft dat ze weer mee zal doen met het tovenaars toernooi om hun relatie te kunnen behouden, wetend dat ze constant aan elkaar denken. In "Three Maxes and a Little Lady", verandert Max (Jake T. Austin) in een meisje door een verkeerd gegane spreuk en wordt Maxime, gespeeld door Bailee Madison.
Gastrollen en wederkerende rollen: Gregg Sulkin als Mason Greyback, Bill Chott als Mr. Laritate, Frank Pacheco als Felix, Ian Abercrombie als Professor Crumbs, Bailee Madison als Maxime en Daniel Samonas als Dean Moriarty.

## Afleveringen
- Maria Canals Barrera heeft twee afleveringen gemist en Jake T. Austin heeft 4 afleveringen gemist.
- Bailee Madison heeft een gastrol als Maxine, de vrouwelijke versie van Max voor 6 afleveringen.
- David Deluise mist 1 aflevering omdat hij deze zelf regisseert.

| №   |    | Titel                            | Uitzenddatum      | Uitzenddatum &   |
| --- | -- | -------------------------------- | ----------------- | ---------------- |
| 80  | 1  | "Alex Tells The World"           | 12 november 2010  | 15 november 2011 |
| 81  | 2  | "Alex Gives Up"                  | 27 november 2010  | 22 november 2011 |
| 82  | 3  | "Lucky Charmed"                  | 10 december 2010  | 29 november 2011 |
| 83  | 4  | "Journey to the Center of Mason" | 17 december 2010  | 6 december 2011  |
| 84  | 5  | "Three Maxes and a Little Lady"  | 7 januari 2011    | 13 december 2011 |
| 85  | 6  | "Daddy's Little Girl"            | 21 januari 2011   | 20 december 2011 |
| 86  | 7  | "Everything's Rosie for Justin"  | 4 februari 2011   | 27 december 2011 |
| 87  | 8  | "Dancing with angels"            | 11 februari 2011  | 9 maart 2012     |
| 88  | 9  | "Wizards vs Angels"              | 18 februari 2011  | 16 maart 2012    |
| 89  | 10 | "Back To Max"                    | 11 maart 2011     | 23 maart 2012    |
| 90  | 11 | "Zeke finds out"                 | 8 april 2011      | 30 maart 2012    |
| 91  | 12 | "Magic Unmasked"                 | 13 mei 2011       | 6 april 2012     |
| 92  | 13 | "Meet the Werewolves"            | 17 juni 2011      | 13 april 2012    |
| 93  | 14 | "Beast Tamer"                    | 24 juni 2011      | 20 april 2012    |
| 94  | 15 | "Wizard of the Year"             | 8 juli 2011       | 27 april 2012    |
| 95  | 16 | "Misfortune at the Beach"        | 24 juli 2011      | 4 mei 2012       |
| 96  | 17 | "Wizards vs. Asteroid"           | 19 augustus 2011  | 11 mei 2012      |
| 97  | 18 | "Justin's Back In"               | 26 augustus 2011  | 18 mei 2012      |
| 98  | 19 | "Alex the Puppetmaster"          | 16 september 2011 | 26 mei 2012      |
| 99  | 20 | "My Two Harpers"                 | 30 september 2011 | 1 juni 2012      |
| 100 | 21 | "Wizards of Apartment 13B"       | 7 oktober 2011    | 8 juni 2012      |
| 101 | 22 | "Ghost Roommate"                 | 14 oktober 2011   | 15 juni 2012     |
| 102 | 23 | "Get Along, Little Zombie"       | 21 oktober 2011   | 22 juni 2012     |
| 103 | 24 | "Wizards vs. Everything"         | 28 oktober 2011   | 29 juni 2012     |
| 104 | 25 | "Rock Around the Clock"          | 4 november 2011   | 2 november 2012  |
| 105 | 26 | "Harperella"                     | 18 november 2011  | 9 november 2012  |
| 106 | 27 | "Family Wizard"                  | 6 januari 2012    | 18 november 2012 |